# Gmina Pilica
Die Gmina Pilica [pʲiˈliʦa] ist eine Stadt-und-Land-Gemeinde im Powiat Zawierciański der Woiwodschaft Schlesien in Polen. Ihr Sitz ist die gleichnamige Stadt mit etwa 1930 Einwohnern.

## Geographie

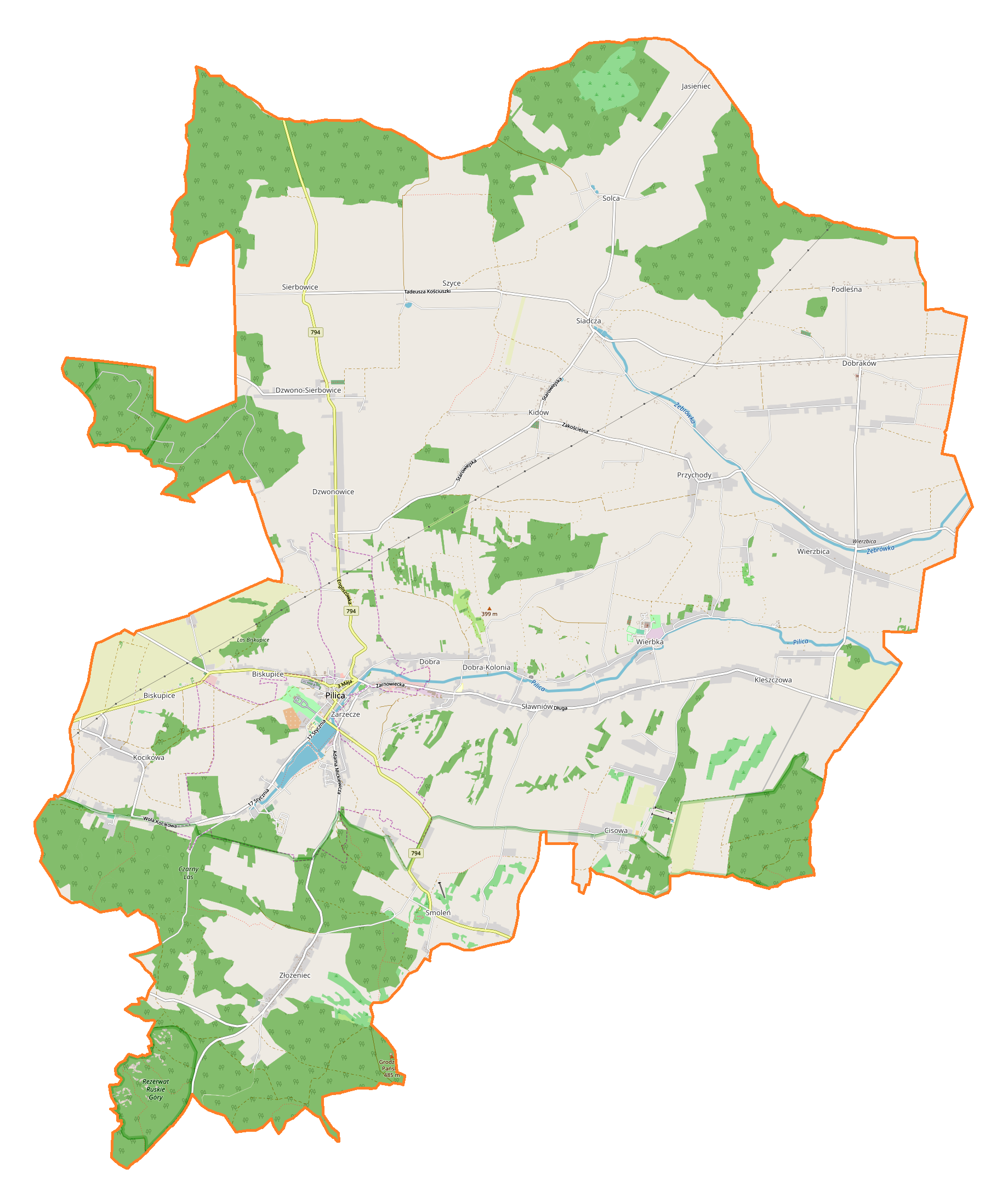
Karte der Gemeinde

Die Gemeinde liegt im Nordosten der Woiwodschaft und grenzt im Süden an die Woiwodschaft Kleinpolen. Die Woiwodschaft Heiligkreuz liegt drei Kilometer nordöstlich und die Kreisstadt Zawiercie etwa zwölf Kilometer westlich. Nachbargemeinden sind Ogrodzieniec im Westen, Kroczyce im Nordwesten, Szczekociny im Nordosten und Żarnowiec im Osten sowie Wolbrom und Klucz in der Woiwodschaft Kleinpolen im Süden. Katowice liegt 50 Kilometer südwestlich.
Die Landschaft gehört zum Kalksteingebiet des Krakau-Tschenstochauer Jura mit Erhebungen bis 485 Metern. Die Pilica entspringt im Südwesten des Hauptorts. Den Norden des Gemeindegebiets durchzieht die 26 Kilometer lange Żebrówka, ein Zufluss der Krztynia.

## Geschichte
Die Landgemeinde wurde 1973 aus verschiedenen Gromadas wieder gebildet. Von 1945 bis 1975 gehörte das Gebiet zur Woiwodschaft Krakau und dann bis 1998 zur Woiwodschaft Katowice. Der Hauptort erhielt 1994 die Stadtrechte und die Gemeinde den Status einer Stadt-und-Land-Gemeinde. Im Januar 1999 kam diese zum Powiat Zawierciański und zur Woiwodschaft Schlesien.

## Gliederung
Die Stadt-und-Land-Gemeinde (gmina miejsko-wiejska) Pilica besteht aus der Stadt selbst und 24 Dörfern mit einem Schulzenamt (solectwo):
- Biskupice
- Cisowa
- Dobra
- Dobra-Kolonia
- Dobraków
- Dzwonowice
- Dzwono-Sierbowice
- Jasieniec
- Kidów
- Kleszczowa
- Kocikowa
- Podleśna
- Przychody
- Siadcza
- Sierbowice
- Sławniów
- Smoleń
- Solca
- Szyce
- Wierbka
- Wierzbica
- Zarzecze
- Złożeniec

Weitere Orte sind die Kolonie Polska und der Weiler Przykopy.